# 台灣文化史

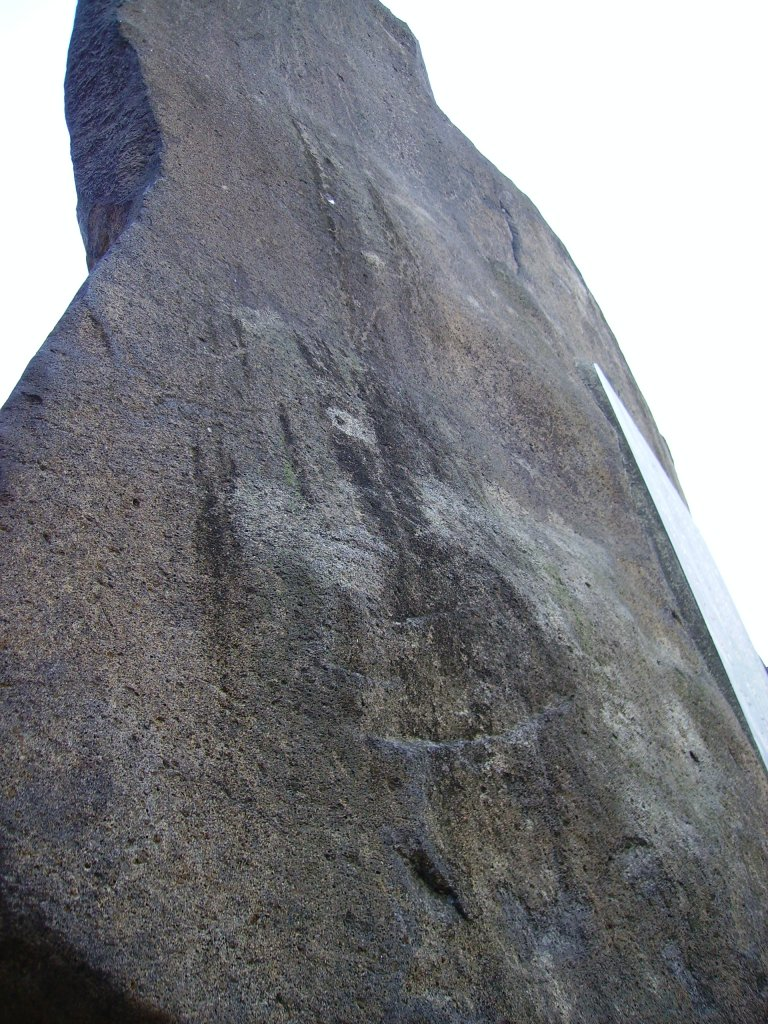
圖為2800年前的台灣史前人造砥石，約兩個人高。

台灣文化史可溯自史前時代的新舊石器時代文化，諸如圓山文化及芝山岩文化等。之後因為代代口傳及文字記載，台灣文化得以傳承延續，口傳記載時間距今約1000年，而文字記載時間距今約400年。
台灣雖歷經臺灣史前時期、荷西統治時期、明鄭統治時期、清朝統治時期、日本統治時期、中華民國統治等時期，但因為移民族群分佈與佔領期間較冗長等因素，仍以日本文化和中國文化影響最大，台灣文化也因此有時成為日本文化或者中國文化移墾的邊疆地帶。即使美國文化和歐洲文化大量進入台灣的今日，台灣民間的價值判斷與社會習俗仍大多以日本的殖民與少數移民和中國的移民為主。不過另一方面，漢移民帶來的中國原鄉文化，卻在台灣文化400年演進歷史中，多次產生「落葉歸根」與「落地生根」的觀念對立。

## 史前文化
| 史前文化簡表 ○代表「有」 ×代表「無」 |          |          |          |          |          |          |            |            |              |
| 文化名稱                             | 文化水準 | 文化水準 | 文化水準 | 文化水準 | 文化水準 | 遺址分布 | 遺址分布   | 遺址分布   | 遺址分布     |
| 文化名稱                             | 製陶     | 煉鐵     | 漁獵     | 初級農業 | 稻米     | 圓山遺跡 | 芝山岩遺跡 | 植物園遺跡 | 西新庄子遺跡 |
| 先陶文化                             | ?        | ?        | ○        | ×        | ×        | ○        | ×          | ×          | ×            |
| 大坌坑文化                           | ○        | ×        | ○        | ○        | ×        | ○        | ○          | ○          | ×            |
| 圓山文化                             | ○        | ×        | ○        | ○        | ○        | ○        | ○          | ○          | ×            |
| 芝山岩文化                           | ○        | ○        | ○        | ○        | ○        | ×        | ○          | ×          | ×            |
| 植物園文化                           | ?        | ○        | ○        | ○        | ○        | ○        | ○          | ○          | ×            |
| 十三行文化                           | ○        | ○        | ○        | ○        | ○        | ○        | ×          | ×          | ○            |

台灣史前文化一般以1624年荷蘭人占領台灣南部後，因為傳教目的而傳入羅馬拼音給台灣原住民書寫當時平埔族語言前後為分界點。而台灣史前文化的代表文化計有：
- 舊石器時代：台東長濱文化、苗栗網形文化、台南左鎮人
- 新石器時代：大坌坑文化、圓山文化、卑南文化
- 金屬器時代：十三行文化、蔦松文化、靜蒲文化

台灣新石器時代（始於紀元前5,000年）以來的史前文化，是東亞民族所遺留。也就是說，在台灣現存部落定居於台灣以前，可能還有別的族群曾經在此定居過並產生相關文化。日本學者移川子之藏就曾經這樣表示：「今日在台灣被視為所謂“原住民”的諸部落民族之間，不乏證明存在更早期先住民族的口頭傳承。自史前時代起，在本島即有近二十種的先住民族」。
除此，上述主宰台灣平原甚久的該平埔族，亦留下影響台灣地名、姓氏、風俗、信仰、歌謠的種種習慣文化，而包含凱達格蘭族、噶瑪蘭族、道卡斯族、巴則海族、巴布拉族、貓霧捒族、洪雅族、邵族（水沙連）、西拉雅族、以及猴猴族（Qauqaut）的這些平埔族文化，卻在經過幾世紀。其文化特色逐漸消失。

## 荷蘭殖民文化

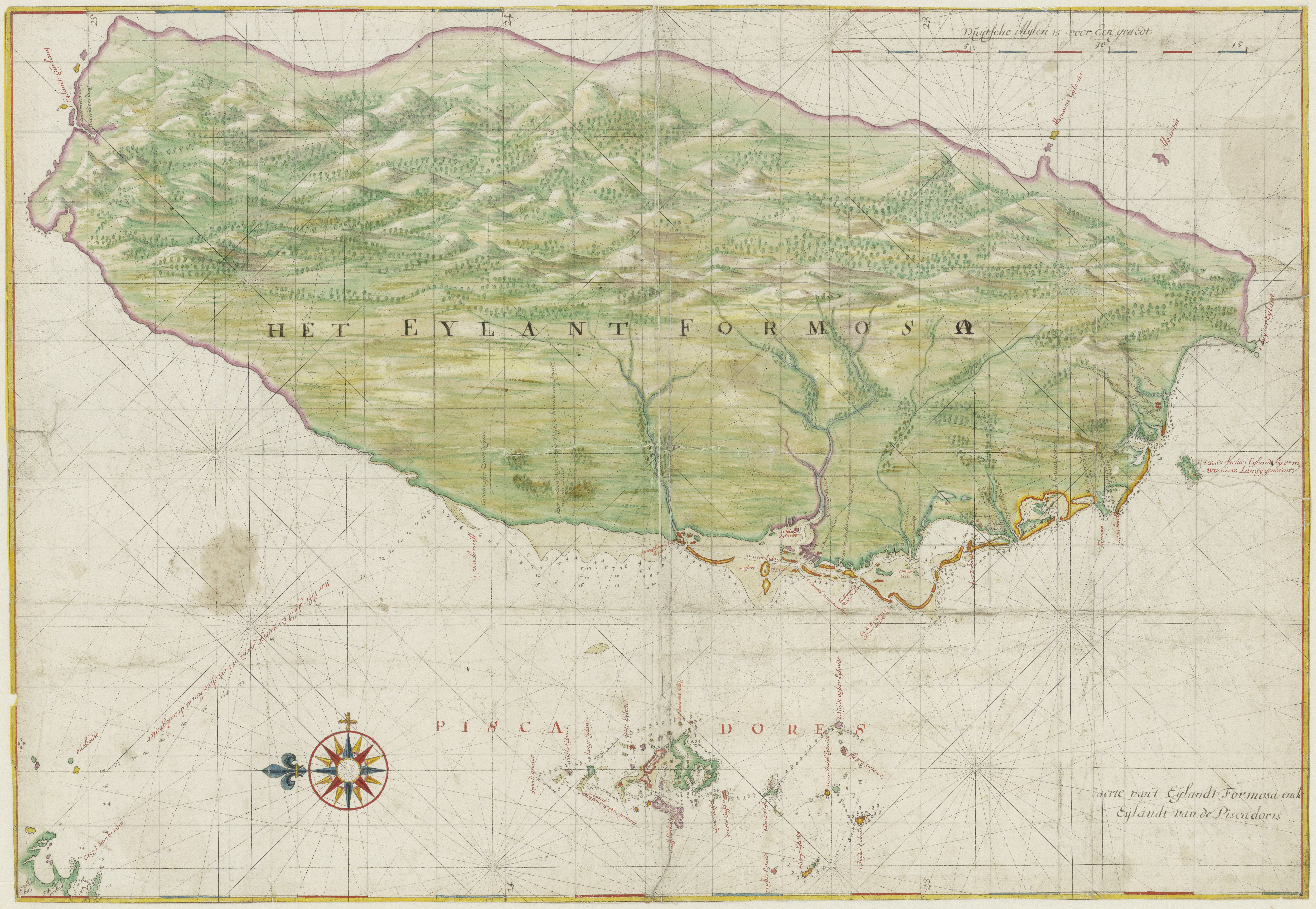
17世紀的荷蘭人所繪福爾摩沙地圖

台灣因位於東亞中心點，於1624年至1662年間遭歐洲強權入侵，接受了以荷蘭為主的歐洲文化。
荷蘭以熱蘭遮城為中心所建立的殖民王國，是台灣歷史上第一個有系統統治台灣的政權，也是台灣歷史上第一個粗具現代國家雛形的統治機器。荷蘭殖民政權為了開墾台灣土地而急需大量勞動力的投入，因此有計劃有目的地引入漢人農民移民台灣。文化上造成的結果，就是引進漢人移民文化。漢文化隨新移民進入，使荷蘭據台以前的部落社會文化產生巨大改變。
除此，荷蘭人佔據台灣，因為要對原住民採取所謂教化政策，因此也引進羅馬字拼音法，對文化影響而言，這些文化的引進，也算讓台灣邁向新世界的開端:80。拼音文字的出現，也象徵著台灣開始從史前時代進入歷史時代。

## 漢移民文化

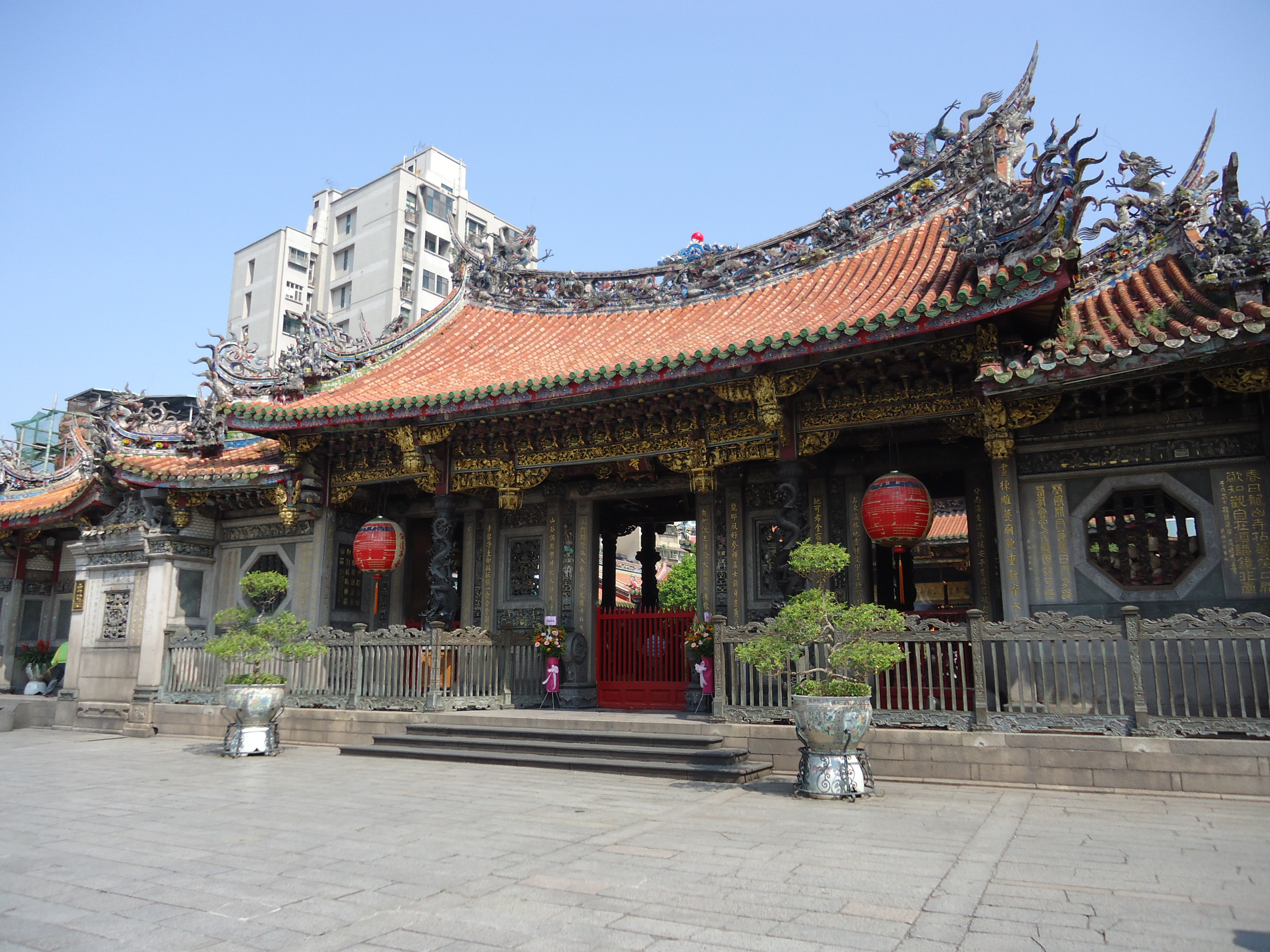
漢移民宗教文化的代表：龍山寺

自1662年鄭成功在臺灣建立政權起，臺灣文化即受到漢族的閩南人與客家人等族群的移民文化的影響。在這期間，由於中國南方福建省與廣東省的人民，開始大量的移民。因此，他們的文化，即伴隨著他們的遷徙活動而落地生根。。拓墾臺灣的移民，主要是來自福建省的閩南人與廣東省的客家人。而閩南文化，是移民文化中的主要。在該文化的影響下，原先居住在平原地帶的平埔族即逐漸被同化，而最終於20世紀初消失。該文化，也影響了臺灣文化中的食、衣、住、行，以及生活習慣等層面。除此之外，節慶與禮俗文化，也在此一階段中，深受於閩南文化的影響。新正、端午節、中秋節於此階段中，乃變成三大節慶，而每逢元宵節、清明節、中元節、七夕等漢族的傳統節日，民間也有漸趨發展相同或帶有特色的慶祝禮俗。此外，尚演進形成多項深具有在地特色的民俗慶典。例如：迎媽祖、鹽水蜂炮、東港迎王、頭城搶孤等。

不過，由於新舊漢人的移民，以及高山族與平埔族原住民等不同地域社群間存在的複雜移民年輪、語言系譜與認同矛盾等問題，逐漸衍生「落葉歸根於中國大陸」與「落地生根於台灣本土」的兩觀念對立。

## 日治時期
1895年起，日本因為馬關條約因素，在短暫乙未戰爭後，終自中國手中接收台灣，並展開為期50年的日本統治，經過理蕃政策的執行，原住民各政權亦紛紛納入日本殖民地，在大環境的變遷下，台灣文化注入大量來自日本文化的影響。
日本剛以台灣總督府接收統治台灣時，日本以西化為主的明治維新已屆33年。此種東西混種的明治文化，藉由統治台灣的台灣總督府，罕見的使用「以上至下」的國家機器方式，立刻对台灣文化造成不小的冲击。也因此，在此階段的台灣文化，間接的連接西方文化與日本文化。不但如此，更經由一些西洋器物制度引進，讓洋化風俗導入台灣，並讓台灣進入近代的開始。
日本於台灣現代化的過程中，確立了依法統治的規範，建構現代社會衛生、教育、交通等內部結構的改造，並讓台灣文化混雜了歐美文化及東方的亚洲文化。
1920年－1935年，台灣文化促生的力量達到歷史階段性的高峰，並經過台灣文化的新生力量，藉由文學藝術及社會運動確定了屬於這塊土地與人民的主體文化原型。
1936年，日本所轄台灣總督府推行的皇民化運動成為台灣本土文化發展產生變化的重要因素。包含1936年－1940年的「國民精神總動員」及1941年到1945年的皇民奉公運動時期，日本加強文化的輸入力道，讓台灣文化與中國文化間的差異持續擴大，部分人士則認為此等運動造成的二戰期間的台灣文化發展停滯不前。

## 中華民國時期
1945年，二次世界大戰結束。
1987年後，由於臺灣經濟逐漸蓬勃發展，當時的股匯市頻創新高，音樂界也逐漸從校園音樂轉變為華語流行音樂，藝術界也逐漸有個人藝術展露頭角，一些娛樂圈人士開始轉往中國大陸謀求發展。